# Brighton Labeau
Pour les articles homonymes, voir Brighton et Labeau.
Brighton Labeau, né le 1er janvier 1996 à Aubervilliers, est un footballeur français, international martiniquais, qui joue au poste d'avant-centre au FC Thoune.

## Biographie

### En club
Brighton Labeau naît à Aubervilliers en Seine-Saint-Denis où il vit durant un an avant de déménager dans l'Essonne où il débute à l'âge de quatre ou cinq ans au RC Arpajonnais avant de rejoindre le CS Brétigny. À l'âge de quinze ans, il rejoint l'AS Monaco, avec qui il dispute la Youth League lors de la saison 2014-2015, aux côtés notamment de Kylian Mbappé. Lors de la saison 2015-2016, Labeau inscrit six buts en onze rencontres avec la réserve du club, qui lui fait alors signer son premier professionnel. La saison suivante est plus compliquée avec moins de buts en réserve, et en quête de temps de jeu, Labeau rejoint en 2017 l'Amiens SC, promu en Ligue 1 à l'issue de la saison.
En août 2017, il dispute deux bouts de matchs de Ligue 1 avec l'Amiens SC face au Paris Saint-Germain et face à l'Angers SCO. Au mois de janvier 2018, il est prêté à l'US Créteil-Lusitanos en National jusqu'à la fin de la saison. En juillet 2018, Labeau est prêté pour la saison au FC Villefranche Beaujolais, toujours en National.
En 2019, il rejoint le Rapid Bucarest en deuxième division roumaine, puis, après un transfert avorté au KuPS, il rejoint l'Union saint-gilloise en deuxième division belge et avec qui il est sacré champion de D2 en 2021. Il ne prolonge pas avec le club bruxellois à l'issue de la saison et rejoint le Stade Lausanne Ouchy en deuxième division suisse.
En 2022, il rejoint le FC Lausanne-Sport. Lors de la saison 2022-2023, il est le co-meilleur buteur du championnat de Suisse de deuxième division avec 19 réalisations pour le FC Lausanne-Sport, et est élu meilleur joueur du championnat.
Le 26 juillet 2024, Labeau s'engage pour trois saisons en faveur de l'En avant de Guingamp. Il inscrit son premier but en Ligue 2 le 30 août 2024 face au Red Star.
En août 2025, il s'engage avec le FC Thoune, un an après son arrivée à Guingamp.

### En sélection
Le 26 mars 2022, Brighton Labeau honore sa première sélection en équipe de Martinique face à la Guadeloupe en match amical. 
Le 6 juin 2023, il inscrit son premier but international face à Sainte-Lucie au premier tour de qualification à la Gold Cup 2023, avant de récidiver au tour suivant contre Porto Rico, permettant aux Martiniquais de se qualifier pour la phase finale de la compétition. Au cours de cette phase finale, Labeau inscrit un but sur penalty lors du dernier match perdu 6-4 contre le Costa Rica. 

## Palmarès

### En club
- Union saint-gilloise
  - Vainqueur du Championnat de Belgique de deuxième division en 2021

### Distinction individuelle
- Meilleur buteur du Championnat de Suisse de deuxième division en 2023 (19 buts)